# Stoteler Moor
Koordinaten: 53° 25′ 37″ N, 8° 35′ 23″ O

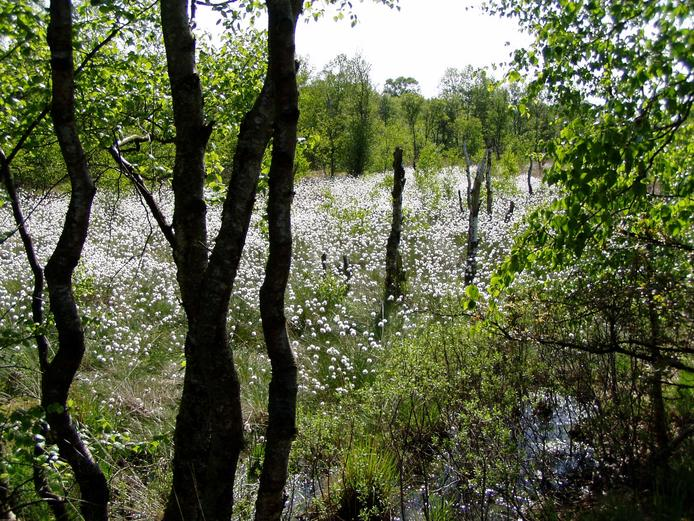
Naturschutzgebiet Stoteler Moor: Feuchtgebiet mit Wollgras

Das Stoteler Moor, das südlich der Ortschaft Stotel im niedersächsischen Landkreis Cuxhaven liegt, besteht aus Hochmoor-Grünland und einer Birkenbruch-Landschaft. Gemeinsam mit den unmittelbar angrenzenden Naturschutzgebiet Königsmoor und Plackenmoor bei Schwegen wird der Moorkomplex unter dem Gemeinschaftsbegriff Naturschutzgebiet Hahnenknooper Moore geführt.

## Allgemeines
Das Naturschutzgebiet Stoteler Moor mit einer Größe von 192 ha wurde 1984 als Naturschutzgebiet ausgewiesen. Ein Teil dieser Flächen befindet sich im Besitz des Landkreises Cuxhaven, ein Teil ist im Besitz des Landes Niedersachsen. Die eingeschlossenen Grünlandflächen werden noch zum Teil extensiv bewirtschaftet, soweit sie noch befahrbar sind. Es ist wie die Nachbargebiete als FFH-Gebiet ausgewiesen.
Im Zuge der Vernässung wurde das vorhandene Wegesystem im Naturschutzgebiet Stoteler Moor durch die Flurbereinigung umgewidmet, dem Naturschutzgebiet zugeordnet und somit als Weg aufgehoben. Als Ersatz wurde 2001 ein Schlackenweg ausgebaut, der das Naturschutzgebiet von den kreiseigenen Grünlandflächen trennt. 2004 wurden die Naturschutzgebiete von den alten Stacheldrahtzäunen und weiteren Altlasten durch eine Arbeitstruppe des Landkreises Cuxhaven befreit. Unerwünscht in den NSG ist die Spätblühende Traubenkirsche sowie die Herkules-Staude, auch als Riesen-Bärenklau bekannt.
Das Naturschutzgebiet grenzt im Westen an die Bundesautobahn 27.

## Vernässung
Es wurden Teilstücke von Winter 2004 bis 2008 vom Land Niedersachsen unter der Leitung des Naturschutzamtes des Landkreises Cuxhaven und NLWKN (Niedersächsischer Landesbetrieb für Wasserwirtschaft, Küsten- und Naturschutz) durch Anstau des Oberflächenwassers mittels Graben-Verdämmung und Dämmen vernässt. Durch eine Flurbereinigung im Jahre 2001 konnten Flächen ausgetauscht und ein durchfließender Abzuggraben aufgehoben und verdämmt werden. Das Ersatz-Entwässerungssystem für den Ortsteil Stotel-Sandberg wurde 2005 vom Amt für Agrar-Struktur (AfA) fertiggestellt.

## Bewirtschaftung
Die Randgebiete der Naturschutzgebiete sind im Besitz des Landkreises Cuxhaven und werden als Pufferzone extensiv von der Landwirtschaft bewirtschaftet. Schirmherr für alle Naturschutzgebiete war bis zum 31. Dezember 2004 die Bezirksregierung Lüneburg als Nebenstelle der Landesregierung Niedersachsen und vorgesetzte Behörde des Landkreises Cuxhaven. Nach der Verwaltungsreform 2004 sind alle Rechte und Pflichten ab 1. Januar 2005 dem Landkreis Cuxhaven übertragen worden. Die landeseigenen Flächen entwickelt z. T. das NLWKN. Unterstützt werden die  Naturschutz-Behörden vor Ort von einem Betreuer unter der Landesjägerschaft Niedersachsen.

## Natur
Eine Fläche von ca. 65 ha ist ein mit Röhricht bewachsenes Spülfeld, das in den 80er Jahren beim Bau der A 27 angelegt wurde. Es handelt sich hier um ein Feuchtgebiet mit Altröhrichtbestand, welches eine hohe Schutzwürdigkeit als Lebensraum für die Vögel hat. In dieser Fläche ist der Rundblättrige Sonnentau (Drosera rotundifolia) und der Mittlere Sonnentau (Drosera intermedia) zu finden.
Durch die vorgegebenen inneren Dämme bildet diese Fläche ein unzugängiges Refugium für die heimische Tierwelt, welches auch von den Jagdausübungsberechtigten ein besonderer Schutz eingeräumt wurde in Form von freiwilliger zeitlicher Jagdeinschränkung. Das Schwarzwild hat hier seinen festen Einstand gefunden.
Daneben gibt es Wasserflächen, versumpfte Zonen, trockene Dämme und Moorheide.

## Tierwelt
Das Naturschutzgebiet bildet seit 2001 einen Lebensraum für den Kranich. Es handelt sich hier nachweislich um ein Brutgebiet. Der Kranich benötigt zum Schutz gegen Raubwild vernässte Moorgebiete, da er stehend in unzugänglichen Wasserflächen übernachtet und zur Brut schreitet.
1996 wurde durch einen Biologen in einem Gutachten die Avi-Fauna erfasst, wobei folgende Brutvögel nachgewiesen wurden:
Greifvögel: Habicht, Mäusebussard, Baumfalke, Turmfalke, Rohrweihe, Sperber, Sumpfohreule
Wasserwild, den Stoteler See mit einbezogen: Stockente, Krickente, Graugans, Wasserralle, Blässhuhn.
Sonstiges: Bekassine, Großer Brachvogel, Ziegenmelker, Kiebitze, Heidelerche, Feldlerche, Schafstelze, Blaukehlchen, Braunkehlchen, Schwarzkehlchen, Rotkehlchen, Schilfrohrsänger, Teichrohrsänger, Rohrschwirl, Rotrückenwürger = Neuntöter, Raubwürger, Zilpzalp, Dorngrasmücke, Amsel, Zaunkönig, Goldammer, Kohlmeise, Blaumeise, Beutelmeise, Gartengrasmücke Wachtelkönig
Rastvögel: Haubentaucher, Kormoran, Graureiher, Waldsaatgans, Reiherente, Gänsesäger, Raufußbussard, Rotmilan, Kornweihe, Waldschnepfe.
Durch die Vernässung sind einige Regenpfeiferartige dazu gekommen (Rotschenkel, Alpenstrandläufer und weitere). Die Vernässung ist in den vorgenannten Gebieten natürlich nicht flächendeckend.

## Reptilien
An Reptilien findet man einen gesunden Bestand, wobei die Kreuzotter dominiert. Auch die scheue Ringelnatter ist in Wassernähe anzutreffen. Blindschleiche und Waldeidechse sind zahlreich vorhanden.
Der Lebensraum wird nur wenig gestört und ist sehr attraktiv für Libellen.

## Vorsichtsmaßnahmen
Das Betreten der Naturschutzgebiete ist außerhalb der Wege verboten. In den versumpften Feuchtgebieten besteht höchste Lebensgefahr. Rutscht man in den Morast, hat man kaum die Möglichkeit, sich alleine wieder zu befreien.